# Héracléopolis Magna
Pour les articles homonymes, voir Héracléopolis.
Héracléopolis Magna est la capitale du 20e nome de Haute-Égypte, le nome supérieur du Laurier rose (nˁrt ḫntt).
Dans l'Antiquité, la ville égyptienne d'Henensou était le cœur du culte du dieu Hérychef, un dieu à tête de bélier, qui était étroitement lié aux dieux Rê et Osiris. C'était une divinité solaire attachée à la justice que les Grecs identifièrent à leur dieu Héraclès, d'où le nom qu'ils donnèrent à la cité : Héracléopolis Magna, la cité d'Héraclès.
Elle fut ensuite, après l'invasion arabe du VIIe siècle, nommée Ahnas en arabe médiéval. Aujourd'hui elle est identifiée avec les sites d'Ehnassiya Umm al-Kimam (ou Ihnassiya) et d'Ehnasiyyah el-Médineh (ou Ihnassiyyah al-Madinah). La cité est située dans le Sud du gouvernorat du Fayoum, à proximité du Bahr Youssouf, le bras du fleuve issu du Nil à la hauteur d'Assiout.
Elle fut la capitale et la résidence des rois durant les IXe et Xe dynasties (Première Période intermédiaire). Après la réunification de l'Égypte, la ville perdit de son importance. Elle fut de nouveau sur le devant de la scène sous la XXIIe dynastie où elle fut un temps un royaume indépendant.

## Photos

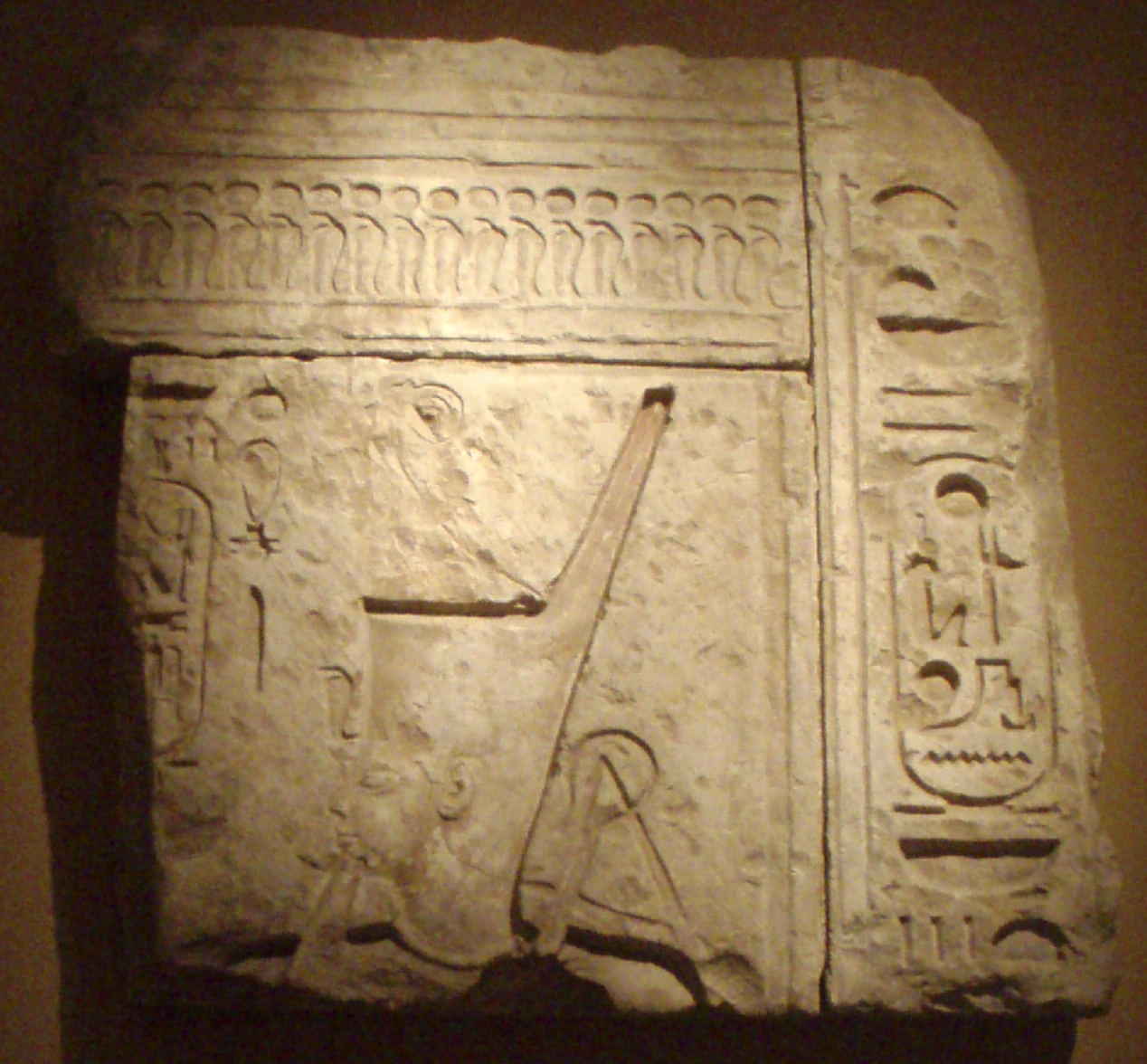
Relief de Ramsès II provenant d'Héracléopolis – Metropolitan Museum of Art de New York.
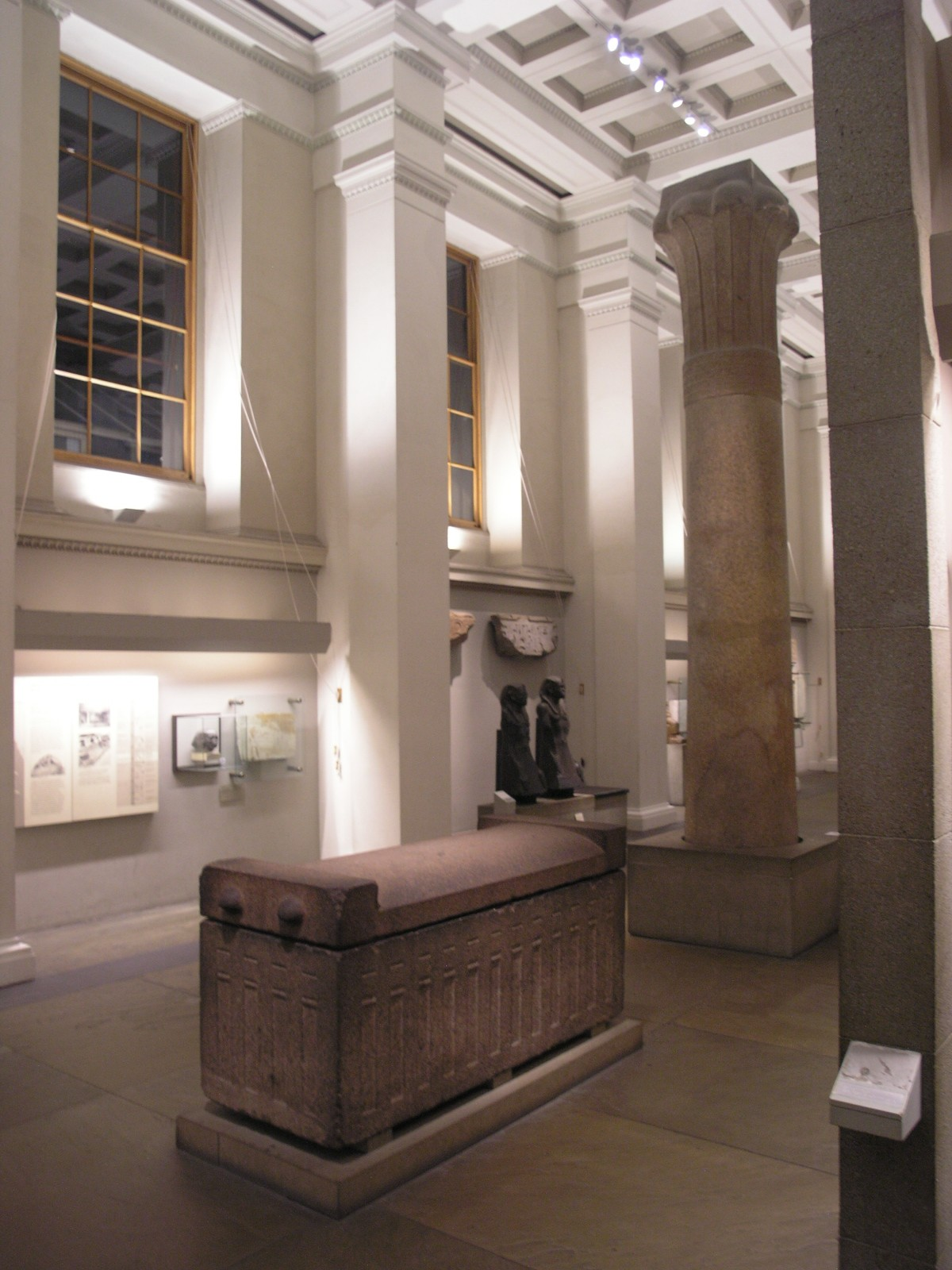
Vue d'une colonne provenant d'Héracléopolis exposée au British Museum.